# Frédéric Lordon
Frédéric Lordon (15 de gener de 1962) és un economista i sociòleg francès, director de recerca al CNRS, investigador al CESSP (Universitat de la Sorbonne) i membre del CSE (Centre de sociologia europea). Advoca pel desenvolupament d'una economia política spinozista i els seus treballs incideixen de manera crítica sobre la lògica del capitalisme accionarial, els mercats financers i les seves crisis.

## Biografia
Va estudiar enginyeria a l'École Nationale des Ponts et Chaussées i comerç i economia a l'Institut supérieur des affaires. La seva tesi doctoral, realitzada el 1993 a l'EHESS, es titulava Irregularitats de les trajectòries dels creixements, evolucions i dinàmica no lineal. Per una esquematització de l'endometabolisme.
Els seus treballs comportant una investigació spinozista en ciències socials i les seves recents propostes relatives a la crisi econòmica, amb la seva obra Fins quan? Per acabar amb les crisis financeres, han estat rebudes amb interès.
Epistemològicament, el seu posicionament dins el camp de les ciències econòmiques és clarament heterodox; comparteix les tesis de l'escola regulacionista francesa i particularment aquelles que consideren el caràcter ontològic de les lluites al si dels fets socials. Fa seva la fórmula de Michel Foucault quan considera que "la política és la guerra continuada amb altres mitjans", paràfrasi invertida de la fórmula de Clausewitz: "la guerra és la continuació de la política amb altres mitjans".
Lordon mobilitza i reinterpreta el conat spinozià, i en fer-ho s'allibera de la influència de l'estructuralisme althusserià per a reintroduir la dimensió de l'acció dels individus que són el centre d'atenció de les relacions socials, l'objectiu de les societats. També forma part del Moviment dels economistes atemorits, un col·lectiu de reflexió per a sostreure's de la dominació de l'ortodòxia neoliberal.
A més, Frédéric Lordon col·labora regularment amb el diari le Monde diplomatique on ha advocat per la supressió de la borsa i ha proposat una taxa innovadora per lluitar contra els "estralls de la finança", l'SLAM (Shareholder Limited Authorized Margin, 'límit del marge accionarial autoritzat')
En un article de maig del 2010 recupera una noció tradicionalment rebutjada per les esquerres i pel centredreta, i fins i tot per una gran part de la dreta institucional des que el Front Nacional francès en va fer la seva doctrina central: la noció de sobirania econòmica, com la que es practica al Japó: "A contracorrent de la ideologia de la mundialització, que fa l'apologia de la supressió de totes les fronteres i especialment d'aquelles que podrien ser contràries als moviments dels capitals, el cas japonès […] ofereix l'exemple d'una configuració no solament viable sinó dotada de molt bones propietats". Recorda que "la història dels segles xix i xx ha donat raons suficients per a desconfiar de la hipertròfia del principi nacional anomenat nacionalisme [...]" però que "destruint la idea de nació, el liberalisme destrueix alhora la idea de sobirania, tot anant amb molt de compte, senyal de la seva hipocresia perfecta, d'evitar qualsevol reconstrucció de sobirania a escales territorials més amples".

## Abast d'algunes de les seves publicacions

### Fonds de pension, piège à cons. Mirage de la démocratie actionnariale, 2000
Quinze anys després de la desregularització dels mercats es perfila la perspectiva dels fons de pensions: aquesta confirmació del poder dels grans accionariats institucionals colpeja de ple l'assalariat sobre qui recauen tots els riscs. Però la veritable amenaça es troba en les falses promeses d'una reconciliació del capital i del treball al voltant de l'estalvi salarial, dins de l'arribada d'una societat del patrimoni i la utopia monstruosa d'una "democràcia dels accionistes".

### Jusqu'à Quand? Pour en finir avec les crises financières, 2008
No hauríem d'haver esperat un esdeveniment extrem com la crisi de les subprimes per a prendre consciència de l'espantosa nocivitat de l'economia desregularitzada. Però el liberalisme és fet de tal manera que tolera fàcilment les crisis que afecten només la plebs i no s'immuta si no toca les elits. Ara bé, ens hi trobem: l'economia americana s'enfonsa i l'europea no val gaire millor. Com a mínim, aquesta crisi mostra els mecanismes del desastre tal com estan inscrits dins les estructures dels mercats i força fins als ideòlegs més necis a arribar a l'única conclusió evident: llevat d'arriscar-se de nou que les mateixes causes comportin els mateixos efectes, som a temps de canviar-ho.

## Publicacions

### Monografies (en francès)
- Les Quadratures de la politique économique, París, Albin Michel, 1997.
- Fonds de pension, piège à cons. Mirage de la démocratie actionnariale, París, Liber/Raisons d'agir, 2000
- La Politique du capital, París, Odile Jacob, 2002
- Et la vertu sauvera le monde, París, Liber/Raisons d'agir, 2003
- L'intérêt souverain : Essai d'anthropologie économique spinoziste, París, La Découverte, 2006
- Spinoza et les sciences sociales. De l'économie des affects à la puissance de la multitude, en col·laboració amb Yves Citton, París, Éditions Amsterdam, 2008
- Jusqu'à Quand ? Pour en finir avec les crises financières, París, Editions Raisons d'agir, 2008
- Conflits et pouvoirs dans les institutions du capitalisme, Presses de la Fondation des Sciences Politiques, París, coll. Gouvernances, dir., 339 p., 2008
- La crise de trop - Reconstruction d'un monde failli, París, Editions Fayard, 2009.
- Capitalisme, désir et servitude. Marx et Spinoza, La fabrique éditions, 2010
- Et...Fermer la bourse ?, Editions La Découverte, 2010

### Articles (en francès)
- L'Europe concurrentielle, la haine de l'Etat et l'aveuglement volontaire social-démocrate, À l'encontre, sense data
- Et les lendemains n'ont pas chanté..., Le Monde diplomatique, maig del 2005
- Invasion de la charité privée, Le Monde diplomatique, abril del 2006
- Le centrisme, erreur anthropologique et Bayrou, vote révolutionnaire, sense data
- Quand la finance prend le monde en otage, Le Monde diplomatique, setembre del 2007
- Le jour où Wall Street est devenu socialiste, Le Monde diplomatique, octubre del 2008
- Les disqualifiés, Le Monde diplomatique, novembre del 2008
- Fin de la mondialisation, commencement de l'Europe ?, Le Monde diplomatique, juny del 2009
- Pour relancer l'économie : Et si on fermait la Bourse..., Le Monde diplomatique, febrer del 2010
- si on commençait la démondialisation financière ?, Le Monde diplomatique, maig del 2010
- La Pompe à Phynance, Blog del Monde Diplomatique, des de l'abril del 2008. Conjunt d'articles penjats on-line al ritme dels grans esdeveniment financers actuals.